# Laetacara
Laetacara es un género de peces de la familia Cichlidae y de la orden de los Perciformes. Muchas de sus especies no crecen más de los 5-10 cm de longitud total. Es endémico de Sudamérica desde el curso superior del río Orinoco (Venezuela) hasta el río Paraná (Paraguay).

## Especies
- Laetacara araguaiae Ottoni & W. J. E. M. Costa, 2009
- Laetacara curviceps (C. G. E. Ahl, 1923)
- Laetacara dorsigera (Heckel, 1840)
- Laetacara flavilabris (Cope, 1870)
- Laetacara fulvipinnis Staeck & I. Schindler, 2007
- Laetacara thayeri (Steindachner, 1875)